# Chillicothe (Ohio)
Chillicothe ist eine Stadt und die Kreisstadt des Ross Countys, Ohio, Vereinigte Staaten. 2020 hatte sie nach dem Ergebnis der Volkszählung des US Census Bureaus 22.059 Einwohner
Chillicothe, das Dorf der Shawnee, auch Shawano genannten Indianer, hatte ursprünglich seinen Namen von der großen Shawnee-Gruppe der Chilacatha. Auch der berühmte Shawnee-Häuptling Cornstalk entstammte dieser großen Shawnee-Gruppe. Chillicothe lag unmittelbar am Rand des hohen Steilufers des Scioto River. Die landeinwärts gelegenen Seiten des Dorfes wurden durch Palisaden gesichert, die mit Weidenflechtwerk verbunden waren. Chillicothe wurde bis 1787 von den Shawnees bewohnt. Das heutige Chillicothe liegt im US-Bundesstaat Ohio im Ross County, dessen Sitz der County-Verwaltung (County Seat) es ist, und wurde von Colonel Nathaniel Massie 1796 gegründet. Im 19. Jahrhundert war Chillicothe zweimal die Hauptstadt von Ohio.
1947 setzten Betty Harris & The Four Tunes der Stadt mit „Chillicothe, Ohio“, veröffentlicht auf Manor 1087-A, ein musikalisches Denkmal. Der Asteroid des mittleren Hauptgürtels (3177) Chillicothe wurde anlässlich des 200-jährigen Bestehens der Stadt nach Chillicothe benannt.

## Söhne und Töchter der Stadt
- Lucy Hayes (1831–1889), Ehefrau von US-Präsident Rutherford B. Hayes und seinerzeit die amerikanische First Lady
- Thomas M. Anderson (1836–1917), Brigadegeneral
- Albert Douglas (1852–1935), Politiker
- Frederick Madison Roberts (1879–1952), Politiker und Zeitungsverleger
- Herbert Alton Meyer (1886–1950), Politiker, Mitglied des Repräsentantenhauses
- Edward Cook (1889–1972), Leichtathlet und Olympiasieger
- Lawrence Dixon (1895–1970), Jazzmusiker
- Gardner Murphy (1895–1979), Psychologe und Parapsychologe
- Noel Sickles (1910–1982), Comiczeichner, Illustrator und Cartoonist
- Myrl Shoemaker (1913–1985), Politiker
- Neil Johnston (1929–1978), Basketballspieler
- Nancy Wilson (1937–2018), Sängerin und zweifache Grammy-Preisträgerin
- James Mason (* 1952), Rechtsextremist und Publizist sowie Vordenker der Atomwaffen Division